# Unione Sportiva Sassuolo Calcio 2023-2024
Questa voce raccoglie le informazioni riguardanti l'Unione Sportiva Sassuolo Calcio nelle competizioni ufficiali della stagione 2023-2024.

## Stagione
La stagione 2023-2024 è per il Sassuolo la 11ª stagione consecutiva in massima serie; in panchina viene confermato Alessio Dionisi. La squadra incassa ben due sconfitte consecutive contro Atalanta e Napoli, ma riesce a recuperare imponendosi sul Verona. Nonostante l'umiliante rimonta subìta in casa del neopromosso Frosinone, i neroverdi si impongono su Juventus (4-2) e Inter (1-2); dopo un rocambolesco 3-4 ad Empoli, la squadra perde colpi e torna a vincere solo al giro di boa (1-0) con la Fiorentina in corsa per le coppe europee.
Nel ritorno, la formazione emiliana perde sempre più rendimento, tanto da incassare umiliazioni da Napoli (1-6), Bologna (4-2, in corsa per la Champions) e i diretti concorrenti dell'Empoli (2-3), risultato che spinge la società a esonerare Dionisi in favore di Davide Ballardini. Questi esordisce alla temuta trasferta di Verona, perdendola (1-0 con tanto di infortunio fino a fine stagione del capitano Berardi) e favorendo il sorpasso dei gialloblù. La vittoria sui diretti rivali del Frosinone (1-0) e un rocambolesco 3-3 interno sul Milan si rivelano pochezza, tanto che la squadra viene sbancata dal Lecce (0-3) e, complice la squalifica di Laurienté, subisce un'umiliante manita dalla Fiorentina (5-1), finendo penultima a undici punti davanti alla già retrocessa Salernitana. Alla giornata successiva è proprio Laurienté a decidere la vittoria sull'Inter già campione, ma il Genoa di Gilardino rimonta alla terzultima giornata (2-1) tenendo gli emiliani a tre lunghezze da Empoli e Frosinone. Il 19 maggio la squadra perde la partita casalinga contro il Cagliari (0-2); complice la vittoria del Frosinone a Monza (0-1), il Sassuolo retrocede matematicamente in Serie B dopo 11 stagioni di massima serie.
In Coppa Italia i neroverdi eliminano il Cosenza per 2-5 ai supplementari e lo Spezia per 5-4 ai rigori. Agli ottavi incrociano l'Atalanta, che prevale per 3-1 e raggiunge la finale, perdendola.

## Divise e sponsor
Lo sponsor tecnico per stagione 2023-2024 è Puma. Il Sassuolo conferma come main sponsor Mapei, come official sponsor Acciaieria Arvedi.
| Casa | Trasferta | Terza divisa |
| ---- | --------- | ------------ |

## Organigramma societario
Area direttiva
- Presidente: Carlo Rossi
- Vice Presidente: Veronica Squinzi
- Amministratore delegato e direttore generale: Giovanni Carnevali
- Segretario generale: Andrea Fabris
- Direttore amministrativo: Filippo Spitaleri
- Segretaria amministrativa: Rossana Nadini – Davide Romani
- Direttore area tecnica: Giovanni Rossi

Area comunicazione e marketing
- Area marketing, comunicazione e sponsorizzazioni: Master Group Sport
- Ufficio stampa: Massimo Paroli – Massimo Pecchini
- Responsabile Biglietteria: Barbara Prati
- Web e Social Network: Chiara Bellori

Area sportiva
- Direttore sportivo: Giovanni Rossi
- Team Manager: Massimiliano Fusani
- Responsabile del Settore Giovanile: Francesco Palmieri

Area tecnica
- Allenatore: Alessio Dionisi, Emiliano Bigica (ad interim dal 25/02/2024), Davide Ballardini (dal 01/03/2024)
- Vice Allenatore: Paolo Cozzi, Cosimo Francioso (ad interim dal 25/02/2024), Carlo Regno (dal 01/03/2024)
- Preparatori atletici: Fabio Spighi (fino al 25/02/2024), Nicola Riva, Andrea Azzalin, Daniele Caleca (fino al 25/02/2024)
- Preparatore dei Portieri: Paolo Orlandoni
- Collaboratori tecnici: Massimiliano Sigolo (fino al 25/02/2024), Diego Daldosso (fino al 25/02/2024), Nicola Tarroni (dal 01/03/2024), Gianluca Colonnello (dal 06/03/2024)
- Elaborazione dati atletici: Marco Riggio
- Match analyst: Gianluca Maran

Area sanitaria
- Recupero infortuni: Andrea Rinaldi
- Responsabile Settore Sanitario: Dott. Marco Bruzzone
- Medico sociale: Dott. Riccardo Saporiti
- Dietista: Davide Tonelli
- Fisioterapisti: Marco Bertuzzi, Roberto Baraldi, Nicola Daprile, Emanuele Randelli

## Rosa
Rosa e numerazione aggiornati al 3 febbraio 2024
| N. |                               | Ruolo | Calciatore                    |
| -- | ----------------------------- | ----- | ----------------------------- |
| 2  | Italia (bandiera)             | D     | Filippo Missori               |
| 3  | Norvegia (bandiera)           | D     | Marcus Pedersen               |
| 5  | Croazia (bandiera)            | D     | Martin Erlić                  |
| 6  | Serbia (bandiera)             | C     | Uroš Račić                    |
| 7  | Brasile (bandiera)            | C     | Matheus Henrique              |
| 8  | Italia (bandiera)             | A     | Samuele Mulattieri            |
| 9  | Italia (bandiera)             | A     | Andrea Pinamonti              |
| 10 | Italia (bandiera)             | A     | Domenico Berardi              |
| 11 | Albania (bandiera)            | C     | Nedim Bajrami                 |
| 13 | Italia (bandiera)             | D     | Gian Marco Ferrari (capitano) |
| 14 | Guinea Equatoriale (bandiera) | C     | Pedro Obiang                  |
| 15 | Norvegia (bandiera)           | A     | Emil Ceide                    |
| 17 | Uruguay (bandiera)            | D     | Matías Viña                   |
| 19 | Uruguay (bandiera)            | A     | Agustín Álvarez               |
| 19 | Albania (bandiera)            | D     | Marash Kumbulla               |
| 21 | Italia (bandiera)             | D     | Mattia Viti                   |

| N. |                     | Ruolo | Calciatore          |
| -- | ------------------- | ----- | ------------------- |
| 22 | Germania (bandiera) | D     | Jeremy Toljan       |
| 23 | Italia (bandiera)   | A     | Cristian Volpato    |
| 24 | Italia (bandiera)   | C     | Daniel Boloca       |
| 25 | Italia (bandiera)   | P     | Gianluca Pegolo     |
| 27 | Francia (bandiera)  | C     | Maxime Lopez        |
| 28 | Italia (bandiera)   | P     | Alessio Cragno      |
| 31 | Italia (bandiera)   | A     | Flavio Russo        |
| 32 | Italia (bandiera)   | C     | Kevin Leone         |
| 33 | Italia (bandiera)   | P     | Daniel Theiner      |
| 35 | Italia (bandiera)   | C     | Luca Lipani         |
| 42 | Norvegia (bandiera) | C     | Kristian Thorstvedt |
| 43 | Scozia (bandiera)   | D     | Josh Doig           |
| 44 | Brasile (bandiera)  | D     | Ruan Tressoldi      |
| 45 | Francia (bandiera)  | A     | Armand Laurienté    |
| 47 | Italia (bandiera)   | P     | Andrea Consigli     |
| 92 | Francia (bandiera)  | A     | Grégoire Defrel     |

## Calciomercato

### Sessione estiva(dal 01/07 al 01/09)
| Acquisti         | Acquisti                | Acquisti         | Acquisti                                       |
| R.               | Nome                    | da               | Modalità                                       |
| ---------------- | ----------------------- | ---------------- | ---------------------------------------------- |
| P                | Alessio Cragno          | Monza            | prestito con diritto di riscatto               |
| D                | Filippo Missori         | Roma             | definitivo (2,5 milioni €)                     |
| D                | Mattia Viti             | Nizza            | prestito con diritto di riscatto               |
| D                | Matías Viña             | Roma             | prestito con diritto di riscatto               |
| D                | Marcus Pedersen         | Feyenoord        | prestito con diritto di riscatto (1 milione €) |
| C                | Nedim Bajrami           | Empoli           | definitivo (6 milioni €)                       |
| C                | Daniel Boloca           | Frosinone        | definitivo (10 milioni €)                      |
| A                | Andrea Pinamonti        | Inter            | definitivo (20 milioni €)                      |
| A                | Samuele Mulattieri      | Inter            | definitivo (6 milioni €)                       |
| A                | Cristian Volpato        | Roma             | definitivo (7,5 milioni €)                     |
| Altre operazioni |                         |                  |                                                |
| R.               | Nome                    | da               | Modalità                                       |
| P                | Stefano Turati          | Frosinone        | fine prestito                                  |
| P                | Giacomo Satalino        | Carrarese        | fine prestito                                  |
| D                | Georgios Kyriakopoulos  | Bologna          | fine prestito                                  |
| D                | Marco Sala              | Palermo          | fine prestito                                  |
| D                | Alessandro Barbetta     | Pianese          | fine prestito                                  |
| C                | Andrei Iulius Mărginean | Novara           | fine prestito                                  |
| C                | Matteo Saccani          | Pergolettese     | fine prestito                                  |
| C                | Andrea Ghion            | Catanzaro        | fine prestito                                  |
| A                | Luca Moro               | Frosinone        | fine prestito                                  |
| A                | Riccardo Ciervo         | Venezia          | fine prestito                                  |
| A                | Brian Oddei             | Rudeš            | fine prestito                                  |
| A                | Luigi Samele            | Audace Cerignola | fine prestito                                  |
| A                | Janis Antiste           | Amiens           | fine prestito                                  |

| Cessioni         | Cessioni               | Cessioni    | Cessioni                         |
| R.               | Nome                   | a           | Modalità                         |
| ---------------- | ---------------------- | ----------- | -------------------------------- |
| D                | Mert Müldür            | Fenerbahçe  | definitivo (3,5 milioni €)       |
| D                | Kaan Ayhan             | Galatasaray | definitivo (2,8 milioni €)       |
| C                | Maxime Lopez           | Fiorentina  | prestito (1 milione €)           |
| D                | Nadir Zortea           | Atalanta    | fine prestito                    |
| D                | Riccardo Marchizza     | Frosinone   | definitivo (1,5 milioni €)       |
| D                | Geōrgios Kyriakopoulos | Monza       | prestito con obbligo di riscatto |
| D                | Rogério                | Wolfsburg   | definitivo                       |
| C                | Abdou Harroui          | Frosinone   | definitivo (2,5 milioni €)       |
| C                | Hamed Junior Traorè    | Bournemouth | definitivo (25,6 milioni €)      |
| C                | Davide Frattesi        | Inter       | prestito con obbligo di riscatto |
| D                | Ryan Flamingo          | Utrecht     | prestito                         |
| Altre operazioni |                        |             |                                  |
| R.               | Nome                   | a           | Modalità                         |
| P                | Stefano Turati         | Frosinone   | rinnovo prestito                 |
| P                | Alessandro Russo       | Trento      | prestito                         |
| P                | Giacomo Satalino       | Reggiana    | prestito                         |
| D                | Edoardo Pieragnolo     | Reggiana    | prestito                         |
| D                | Filippo Romagna        | Reggiana    | prestito                         |
| D                | Marco Sala             | Como        | definitivo                       |
| C                | Manuel Locatelli       | Juventus    | definitivo (30 milioni €)        |
| C                | Andrea Ghion           | Catanzaro   | rinnovo prestito                 |
| A                | Giacomo Raspadori      | Napoli      | definitivo (26 milioni €)        |
| A                | Luigi Samele           | Taranto     | prestito                         |
| A                | Brian Oddei            | Rudeš       | rinnovo prestito                 |
| A                | Riccardo Ciervo        | Südtirol    | prestito                         |
| A                | Luca Moro              | Spezia      | prestito                         |
| A                | Luca D'Andrea          | Catanzaro   | prestito                         |

### Sessione invernale (dal 02/01 al 31/01)
| Acquisti         | Acquisti        | Acquisti | Acquisti                 |
| R.               | Nome            | da       | Modalità                 |
| ---------------- | --------------- | -------- | ------------------------ |
| D                | Josh Doig       | Verona   | definitivo (6 milioni €) |
| D                | Marash Kumbulla | Roma     | prestito                 |
| Altre operazioni |                 |          |                          |
| R.               | Nome            | da       | Modalità                 |

| Cessioni         | Cessioni        | Cessioni  | Cessioni      |
| R.               | Nome            | a         | Modalità      |
| ---------------- | --------------- | --------- | ------------- |
| A                | Agustín Álvarez | Sampdoria | prestito      |
| D                | Matías Viña     | Roma      | fine prestito |
| Altre operazioni |                 |           |               |
| R.               | Nome            | da        | Modalità      |

## Risultati

### Serie A

#### Girone di andata
| Arbitro: | Marchetti (Ostia Lido) |

|  |           |                               |
|  | Marcatori | 83’ De Ketelaere 90+3’ Zortea |

| Arbitro: | Giua (Olbia) |

|                                   |           |  |
| Osimhen 16’ (rig.) Di Lorenzo 64’ | Marcatori |  |

| Arbitro: | Piccinini (Forlì) |

|                                       |           |            |
| Pinamonti 11’ Berardi 63’, 73’ (rig.) | Marcatori | 56’ Ngonge |

| Arbitro: | Prontera (Bologna) |

|                                                        |           |                   |
| Cheddira 45+4’ (rig.) Mazzitelli 70’, 76’ Lirola 90+6’ | Marcatori | 7’, 24’ Pinamonti |

| Arbitro: | Colombo (Como) |

|                                                            |           |                            |
| Laurienté 12’ Berardi 41’ Pinamonti 82’ Gatti 90+5’ (aut.) | Marcatori | 21’ (aut.) Viña 78’ Chiesa |

| Arbitro: | Massimi (Termoli) |

|                |           |                         |
| Dumfries 45+1’ | Marcatori | 54’ Bajrami 63’ Berardi |

| Arbitro: | Zufferli (Udine) |

|  |           |             |
|  | Marcatori | 66’ Colombo |

| Arbitro: | Sacchi (Macerata) |

|              |           |                    |
| Krstović 48’ | Marcatori | 22’ (rig.) Berardi |

| Arbitro: | Di Bello (Brindisi) |

|  |           |                                      |
|  | Marcatori | 28’ Felipe Anderson 35’ Luis Alberto |

| Arbitro: | Giua (Sassari) |

|            |           |            |
| Boloca 44’ | Marcatori | 3’ Zirkzee |

| Arbitro: | Ferrieri Caputi (Livorno) |

|                        |           |                |
| Sanabria 5’ Vlašić 68’ | Marcatori | 18’ Thorstvedt |

| Arbitro: | Ghersini (Genova) |

|                     |           |                      |
| Thorstvedt 36’, 52’ | Marcatori | 5’ Ikwuemesi 17’ Dia |

| Arbitro: | Sozza (Seregno) |

|                                              |           |                                                      |
| Caputo 4’ (rig.) Fazzini 30’ Viña 86’ (aut.) | Marcatori | 12’ Pinamonti 22’ Henrique 66’ (rig.), 90+2’ Berardi |

| Arbitro: | Marcenaro (Genova) |

|              |           |                                  |
| Henrique 25’ | Marcatori | 76’ (rig.) Dybala 82’ Kristensen |

| Arbitro: | Mariani (Aprilia) |

|                                |           |          |
| Lapadula 90+4’ Pavoletti 90+9’ | Marcatori | 7’ Erlić |

| Arbitro: | Manganiello (Pinerolo) |

|                       |           |                                |
| Lucca 36’ Pereyra 55’ | Marcatori | 75’ (rig.), 88’ (rig.) Berardi |

| Arbitro: | Guida (Torre Annunziata) |

|               |           |                                   |
| Pinamonti 28’ | Marcatori | 64’ (rig.) Guðmundsson 87’ Ekuban |

| Arbitro: | Marinelli (Tivoli) |

|             |           |  |
| Pulisic 59’ | Marcatori |  |

| Arbitro: | Abisso (Palermo) |

|              |           |  |
| Pinamonti 9’ | Marcatori |  |

#### Girone di ritorno
| Arbitro: | Piccinini (Forlì) |

|                              |           |  |
| Vlahović 15’, 37’ Chiesa 89’ | Marcatori |  |

| Arbitro: | Chiffi (Padova) |

|           |           |                                                            |
| Račić 17’ | Marcatori | 29’ Rrahmani 31’, 41’, 47’ Osimhen 51’, 75’ K'varatskhelia |

| Arbitro: | Manganiello (Pinerolo) |

|             |           |  |
| Colpani 31’ | Marcatori |  |

| Arbitro: | Sacchi (Macerata) |

|                                                           |           |                            |
| Viti 24’ (aut.) Fabbian 73’ Ferguson 83’ Saelemaekers 86’ | Marcatori | 13’ Thorstvedt 34’ Volpato |

| Arbitro: | Orsato (Schio) |

|              |           |           |
| Pinamonti 5’ | Marcatori | 9’ Zapata |

| Arbitro: | Prontera (Bologna) |

|                                        |           |  |
| Pašalić 22’ Koopmeiners 58’ Bakker 75’ | Marcatori |  |

| Arbitro: | Aureliano (Bologna) |

|                                  |           |                                            |
| Pinamonti 54’ (rig.) Ferrari 77’ | Marcatori | 11’ Luperto 64’ (rig.) Niang 90+4’ Bastoni |

| Arbitro: | Maresca (Napoli) |

|               |           |  |
| Świderski 79’ | Marcatori |  |

| Arbitro: | La Penna (Roma 1) |

|                |           |  |
| Thorstvedt 58’ | Marcatori |  |

| Arbitro: | Manganiello (Pinerolo) |

|                |           |  |
| Pellegrini 50’ | Marcatori |  |

| Arbitro: | Fabbri (Ravenna) |

|            |           |             |
| Defrel 41’ | Marcatori | 44’ Thauvin |

| Arbitro: | Sozza (Seregno) |

|                                    |           |                           |
| Candreva 52’ (rig.) Maggiore 90+1’ | Marcatori | 37’ Laurienté 44’ Bajrami |

| Arbitro: | Massa (Imperia) |

|                                 |           |                               |
| Pinamonti 4’ Laurienté 10’, 53’ | Marcatori | 20’ Leão 59’ Jović 84’ Okafor |

| Arbitro: | Doveri (Roma 1) |

|  |           |                                   |
|  | Marcatori | 11’ Gendrey 15’ Dorgu 61’ Piccoli |

| Arbitro: | Marcenaro (Genova) |

|                                                            |           |                |
| Sottil 17’ Martínez Quarta 54’ González 58’, 66’ Barák 62’ | Marcatori | 57’ Thorstvedt |

| Arbitro: | Marchetti (Ostia Lido) |

|               |           |  |
| Laurienté 20’ | Marcatori |  |

| Arbitro: | Mariani (Aprilia) |

|                                |           |                      |
| Badelj 56’ Kumbulla 63’ (aut.) | Marcatori | 31’ (rig.) Pinamonti |

| Arbitro: | Doveri (Roma 1) |

|  |           |                                 |
|  | Marcatori | 71’ Prati 90+1’ (rig.) Lapadula |

| Arbitro: | Tremolada (Monza) |

|              |           |          |
| Zaccagni 60’ | Marcatori | 66’ Viti |

### Coppa Italia
| Arbitro: | Collu (Cagliari) |

|                                  |           |                                                                     |
| Tutino 9’ (rig.) Mazzocchi 90+1’ | Marcatori | 45+4’ Bajrami 78’ (rig.) Pinamonti 105’ Ceide 115’, 118’ Mulattieri |

| Arbitro: | Zufferli (Udine) |

|                                                |                      |                                               |
| Berardi Pinamonti Bajrami Thorstvedt Laurienté | Tiri di rigore 5 – 4 | Kouda L. Moro Candelari Nikolaou Sa. Esposito |

#### Fase finale
| Arbitro: | Santoro (Messina) |

|                                    |           |              |
| De Ketelaere 24’, 63’ Mirančuk 71’ | Marcatori | 90+5’ Boloca |

## Statistiche
Statistiche aggiornate al 26 maggio 2024.

### Statistiche di squadra
| Competizione | Punti | In casa | In casa | In casa | In casa | In casa | In casa | In trasferta | In trasferta | In trasferta | In trasferta | In trasferta | In trasferta | Totale | Totale | Totale | Totale | Totale | Totale | DR  |
| Competizione | Punti | G       | V       | N       | P       | Gf      | Gs      | G            | V            | N            | P            | Gf           | Gs           | G      | V      | N      | P      | Gf     | Gs     | DR  |
| ------------ | ----- | ------- | ------- | ------- | ------- | ------- | ------- | ------------ | ------------ | ------------ | ------------ | ------------ | ------------ | ------ | ------ | ------ | ------ | ------ | ------ | --- |
| Serie A      | 30    | 19      | 5       | 5       | 9       | 23      | 34      | 19           | 2            | 4            | 13           | 20           | 41           | 38     | 7      | 9      | 22     | 43     | 75     | -32 |
| Coppa Italia | -     | 1       | 0       | 1       | 0       | 0       | 0       | 2            | 1            | 0            | 1            | 6            | 5            | 3      | 1      | 1      | 1      | 6      | 5      | +1  |
| Totale       | -     | 20      | 5       | 6       | 9       | 23      | 34      | 21           | 3            | 4            | 15           | 26           | 46           | 41     | 8      | 10     | 23     | 49     | 80     | -31 |

### Andamento in campionato
| Giornata  | 1  | 2  | 3  | 4  | 5  | 6 | 7  | 8  | 9  | 10 | 11 | 12 | 13 | 14 | 15 | 16 | 17 | 18 | 19 | 20 | 21 | 22 | 23 | 24 | 25 | 26 | 27 | 28 | 29 | 30 | 31 | 32 | 33 | 34 | 35 | 36 | 37 | 38 |
| --------- | -- | -- | -- | -- | -- | - | -- | -- | -- | -- | -- | -- | -- | -- | -- | -- | -- | -- | -- | -- | -- | -- | -- | -- | -- | -- | -- | -- | -- | -- | -- | -- | -- | -- | -- | -- | -- | -- |
| Luogo     | C  | T  | C  | T  | C  | T | C  | T  | C  | C  | T  | C  | T  | C  | T  | T  | C  | T  | C  | T  | C  | T  | T  | C  | T  | C  | T  | C  | T  | C  | T  | C  | C  | T  | C  | T  | C  | T  |
| Risultato | P  | P  | V  | P  | V  | V | P  | N  | P  | N  | P  | N  | V  | P  | P  | N  | P  | P  | V  | P  | P  | P  | P  | N  | P  | P  | P  | V  | P  | N  | N  | N  | P  | P  | V  | P  | P  | N  |
| Posizione | 13 | 18 | 13 | 17 | 11 | 9 | 11 | 11 | 13 | 15 | 15 | 15 | 14 | 15 | 16 | 15 | 15 | 16 | 14 | 14 | 15 | 15 | 16 | 17 | 17 | 17 | 19 | 19 | 19 | 19 | 19 | 19 | 19 | 19 | 19 | 19 | 19 | 19 |

Fonte:  Serie A – Classifica giornata, su transfermarkt.it.
Legenda:

Luogo: C = Casa; T = Trasferta. Risultato: V = Vittoria; N = Pareggio; P = Sconfitta.

### Statistiche dei giocatori
| Giocatore        | Serie A  | Serie A | Serie A     | Serie A    | Coppa Italia | Coppa Italia | Coppa Italia | Coppa Italia | Totale   | Totale | Totale      | Totale     |
| Giocatore        | Presenze | Reti    | Ammonizioni | Espulsioni | Presenze     | Reti         | Ammonizioni  | Espulsioni   | Presenze | Reti   | Ammonizioni | Espulsioni |
| ---------------- | -------- | ------- | ----------- | ---------- | ------------ | ------------ | ------------ | ------------ | -------- | ------ | ----------- | ---------- |
| N. Bajrami       | 28       | 2       | 0           | 0          | 3            | 1            | 0            | 0            | 31       | 3      | 0           | 0          |
| D. Berardi       | 17       | 9       | 6           | 0          | 1            | 0            | 1            | 0            | 18       | 9      | 7           | 0          |
| D. Boloca        | 30       | 1       | 6           | 1          | 2            | 1            | 0            | 0            | 32       | 2      | 6           | 1          |
| S. Castillejo    | 17       | 0       | 2           | 0          | 2            | 0            | 0            | 0            | 19       | 0      | 2           | 0          |
| E. Ceide         | 11       | 0       | 0           | 0          | 3            | 1            | 1            | 0            | 14       | 1      | 1           | 0          |
| A. Consigli      | 35       | -69     | 1           | 0          | 1            | -2           | 0            | 0            | 36       | -71    | 1           | 0          |
| A. Cragno        | 3        | -7      | 0           | 0          | 2            | -3           | 0            | 0            | 5        | -10    | 0           | 0          |
| G. Defrel        | 20       | 1       | 0           | 0          | 2            | 0            | 1            | 0            | 22       | 1      | 1           | 0          |
| J. Doig          | 16       | 0       | 5           | 0          | 0            | 0            | 0            | 0            | 16       | 0      | 5           | 0          |
| M. Erlić         | 32       | 1       | 5           | 0          | 1            | 0            | 0            | 0            | 33       | 1      | 5           | 0          |
| G. Ferrari       | 31       | 1       | 4           | 0          | 1            | 0            | 0            | 0            | 32       | 1      | 4           | 0          |
| Matheus Henrique | 31       | 2       | 8           | 1          | 1            | 0            | 0            | 0            | 32       | 2      | 8           | 1          |
| M. Kumbulla      | 6        | 0       | 1           | 0          | 0            | 0            | 0            | 0            | 6        | 0      | 1           | 0          |
| J. Kumi          | 1        | 0       | 0           | 0          | 0            | 0            | 0            | 0            | 1        | 0      | 0           | 0          |
| A. Laurienté     | 37       | 5       | 5           | 0          | 3            | 0            | 0            | 0            | 40       | 5      | 5           | 0          |
| L. Lipani        | 8        | 0       | 0           | 0          | 2            | 0            | 0            | 0            | 10       | 0      | 0           | 0          |
| M. Lopez         | 2        | 0       | 0           | 1          | 1            | 0            | 1            | 0            | 3        | 0      | 1           | 1          |
| K. Miranda       | 1        | 0       | 0           | 0          | 0            | 0            | 0            | 0            | 1        | 0      | 0           | 0          |
| F. Missori       | 8        | 0       | 0           | 0          | 3            | 0            | 0            | 0            | 11       | 0      | 0           | 0          |
| S. Mulattieri    | 27       | 0       | 1           | 0          | 3            | 2            | 0            | 0            | 30       | 2      | 1           | 0          |
| P. Obiang        | 8        | 0       | 1           | 0          | 0            | 0            | 0            | 0            | 8        | 0      | 1           | 0          |
| M. Pedersen      | 28       | 0       | 4           | 0          | 2            | 0            | 0            | 0            | 30       | 0      | 4           | 0          |
| A. Pinamonti     | 38       | 11      | 4           | 0          | 2            | 1            | 0            | 0            | 40       | 12     | 4           | 0          |
| U. Račić         | 22       | 1       | 1           | 0          | 1            | 0            | 1            | 0            | 23       | 1      | 2           | 0          |
| K. Thorstvedt    | 34       | 6       | 7           | 0          | 2            | 0            | 0            | 0            | 36       | 6      | 7           | 0          |
| J. Toljan        | 25       | 0       | 1           | 0          | 2            | 0            | 0            | 0            | 27       | 0      | 1           | 0          |
| R. Tressoldi     | 26       | 0       | 6           | 1          | 3            | 0            | 0            | 0            | 29       | 0      | 6           | 1          |
| M. Viti          | 15       | 1       | 0           | 0          | 3            | 0            | 0            | 0            | 18       | 1      | 0           | 0          |
| M. Viña          | 14       | 0       | 1           | 0          | 1            | 0            | 1            | 0            | 15       | 0      | 2           | 0          |
| C. Volpato       | 22       | 1       | 1           | 0          | 3            | 0            | 2            | 0            | 25       | 1      | 3           | 0          |